# Гимнастик-аматьор, № 2
„Гимнастик-аматьор, № 2“ (на английски: Amateur Gymnast, No. 2), известен също като „Успешно салто“ (на английски: Successful Somersault) е американски късометражен документален ням филм от 1894 година, заснет от режисьора Уилям Кенеди Диксън в лабораториите на Томас Едисън в Ню Джърси. Кадрите от филма не са достигнали до наши дни и той се смята за изгубен.

## Сюжет
Атлет изпълнява пред камерата успешно задно салто, приземявайки се на краката си.